# Effet d'espacement
 (décembre 2017).
Si vous disposez d'ouvrages ou d'articles de référence ou si vous connaissez des sites web de qualité traitant du thème abordé ici, merci de compléter l'article en donnant les références utiles à sa vérifiabilité et en les liant à la section « Notes et références ».
L'effet d'espacement est le phénomène selon lequel la mémoire à long terme est supérieure quand une même durée d'apprentissage est espacée dans le temps, plutôt que concentrée en une seule session. La pratique de la répétition espacée est ainsi supérieure au bachotage pour un apprentissage sur le long terme.
L'effet d'espacement est combiné avec l'effet test par les logiciels de répétition espacée, comme Anki ou SuperMemo.